# المراوعه
المراوعه (به عربی: المراوعة) یکی از شهرهای استان حدیده در کشور یمن است که در سرشماری سال ۲۰۰۵ میلادی، ۳۹٫۹۱۱ نفر جمعیت داشته‌است.